# Донцово (Ставропольский край)
Донцо́во — посёлок в Ипатовском районе (городском округе) Ставропольского края России.

## Географическое положение
Расстояние до краевого центра: 122 км. Расстояние до районного центра: 33 км.

## История
В соответствии с Указом Президиума Верховного Совета РСФСР от 21 сентября 1964 года посёлок Третья ферма племзавода «Советское руно» переименован в посёлок Донцово.
В советское время в посёлке были открыты клуб, баня, фельдшерско-акушерский пункт.
До 1 мая 2017 года посёлок находился в составе сельского поселения Советскорунный сельсовет.

## Население
| 1989 | 2002 | 2010 | 2014 | 2021 | 2023 |
| ---- | ---- | ---- | ---- | ---- | ---- |
| 173  | ↘123 | ↘41  | ↘40  | ↘38  | →38  |

По данным переписи 2002 года, 64 % населения — русские.